# Vilse i pannkakan (musikalbum)
Vilse i pannkakan är ett studioalbum av Thomas Wiehe och Staffan Westerberg, utgivet 1975 på Silence Records (skivnummer SRS 4631). Albumet innehöll musik och berättelser från barnprogramsserien med samma namn. Skivan utkom ursprungligen på LP och 1995 släpptes den på CD.
Albumet spelades in hösten 1975 i Studio Decibel i Stockholm av Anders Lind. Musiken skrevs av Wiehe, som även spelade gitarr och sjöng, och texterna av Westerberg. Westerberg skrev även manus till albumets sagor och agerade också berättare. Kristina Karlin (senare Kamnert) och Tommy Nilson medverkade som röstskådespelare och Mats Glenngård spelade fiol. Omslaget gjordes av Anna Friberger och Björn Dawidsson, Hans Runesson och Håkan Lind fotade.

## Låtlista
Musik: Thomas Wiehe, text: Staffan Westerberg
Sida A
1. "Har du sett på pannkakan" – 0:53
2. "Nu dillar han med maten" – 1:06
3. "I så fall blir jag gla'" – 1:05
4. "En dag så gick du vilse" – 0:45
5. "Visan om Gallileo"  0:43
6. "Bajspladaskan" – 0:57

Sida B
1. "Otroligt roligt" – 1:19
2. "Jorden är platt som en pannkaka" – 0:43
3. "Om du går till världens kant" – 1:10
4. "Det finns en kant" – 1:04
5. "Sjöns musik" – 0:40
6. "Akta dig för sprutan" – 1:14
7. "Avskedsdans" – 2:50

## Medverkande
- Björn Dawidsson – foto
- Anna Friberger – artwork
- Mats Glenngård – fiol
- Kristina Karlin (Kamnert) – röstskådespelare
- Anders Lind – inspelning
- Håkan Lind – foto
- Tommy Nilsson – röstskådespelare
- Hans Runesson – foto
- Staffan Westerberg – berättare
- Thomas Wiehe – gitarr, sång